# Eryk Łon
Eryk Mariusz Łon (ur. 30 maja 1970 w Łowiczu) – polski ekonomista, nauczyciel akademicki, doktor habilitowany nauk ekonomicznych, profesor uczelni na Uniwersytecie Ekonomicznym w Poznaniu, członek Rady Polityki Pieniężnej w kadencji 2016–2022.

## Życiorys
Ukończył w 1994 studia na Wydziale Ekonomii Akademii Ekonomicznej w Poznaniu. Na tej samej uczelni uzyskał w 1998 stopień doktora nauk ekonomicznych na podstawie pracy pt. Relacje między płynnością z rentownością polskich banków giełdowych w latach 1991–1996. W 1999 ukończył studia prawnicze na Wydziale Prawa i Administracji Uniwersytetu Adama Mickiewicza w Poznaniu, uzyskując tytuł zawodowy magistra. Habilitował się w 2013 w Szkole Głównej Handlowej w oparciu o dorobek naukowy i rozprawę zatytułowaną Powiązania amerykańskiej polityki budżetowej i pieniężnej z sytuacją na dojrzałych i wschodzących rynkach akcji. Specjalizuje się w zagadnieniach z zakresu bankowości, rynku kapitałowego, makroekonomii oraz polityki budżetowej i pieniężnej.
W latach 1998–2012 zawodowo związany z Katedrą Bankowości, a od 2013 z Katedrą Finansów Publicznych Uniwersytetu Ekonomicznego w Poznaniu. W 2015 objął stanowisko profesora nadzwyczajnego (następnie został profesorem uczelni). W latach 1998–2000 pracował także w Wielkopolskim Banku Kredytowym.
W 2015 został członkiem Narodowej Rady Rozwoju powołanej przez prezydenta Andrzeja Dudę. Wszedł również w skład rady naukowej Spółdzielczego Instytutu Naukowego, spółki jawnej powiązanej z systemem polskich spółdzielczych kas oszczędnościowo-kredytowych (SKOK). W swojej publicystyce ekonomicznej wypowiadał się m.in. przeciwko przyjęciu przez Polskę waluty euro.
W styczniu 2016 Sejm z rekomendacji Prawa i Sprawiedliwości powołał go w skład Rady Polityki Pieniężnej na sześcioletnią kadencję. Wszedł w skład komitetu wspierającego kandydaturę Karola Nawrockiego na prezydenta RP w wyborach w 2025.